# رازگوینا
رازگوینا (به صربی: Razgojna) یک منطقهٔ مسکونی در صربستان است که در لسکواس واقع شده‌است. رازگوینا ۹۰۴ نفر جمعیت دارد.